# Visa vid vindens ängar
Visa vid vindens ängar è il terzo album in studio del cantante bielorusso-norvegese Alexander Rybak, pubblicato nel 2011.

## Tracce
1. Träden i villa borghese – 3:16
2. Din första kyss – 3:14
3. Resan till dig – 4:01
4. Visa vid vindens ängar – 2:52
5. En katt på min kudde – 3:31
6. Den lyssnande blomman – 2:43
7. Maria – 3:29
8. I ditt sommarhus – 2:54
9. Till en vildmarkspoet – 4:00
10. Jag föddes ur havet – 4:27